# Amorosa
Amorosa är en svensk dramafilm från 1986 i regi av Mai Zetterling. Amorosa är Zetterlings personliga gestaltning av författaren Agnes von Krusenstjernas liv. I huvudrollerna ses Stina Ekblad och Erland Josephson.

## Handling
Amorosa berättar om författaren Agnes von Krusenstjerna (1894–1940) under perioden 1913–1930 och hennes äktenskap med David Sprengel (1880–1941).
I den hallucinatoriska öppningssekvensen fraktas en yrande Agnes i tvångströja av sin make David Sprengel och några mentalvårdare genom Venedigkarnevalens nattliga upptåg till ett mentalsjukhus i staden. Med sig har hon manuskriptet till sin nyss avslutade bok, som hon kallar sitt barn. Boken är Agnes uppgörelse med sin familj, och i återblickar visas Agnes utveckling från författare av oskyldiga flickböcker till seriös och självförbrännande romanförfattare.

## Om filmen
Filmen hade premiär den 14 mars 1986 i Gävle, Göteborg, Malmö, Uppsala, Västerås och Örebro samt på biograf Sandrew 1 vid Kungsgatan i Stockholm. Den har visats vid ett flertal tillfällen på Kanal 5 och i SVT. Scenograf till Amorosa var Jan Öqvist.

## Filmens mottagande
Texten nedan är från artikeln Mai Zetterling.
Amorosa var det officiella svenska bidraget till filmfestivalen i Venedig i september 1986. Filmen vann dock inget pris trots viss uppmärksamhet och försäljningar. I november samma år erhöll Amorosa publikpriset vid Nordiska filmdagarna i Lübeck och filmen fick i stort sett positiv kritik i Sverige. "Rune Ericsons kameraarbete, de ackompanjerande ljuden och musiken, skådespelarnas - främst Stina Ekblads - nakna och intensiva uttryck och Mai Zetterlings visuella språk tillsammans vittnar om filmmediets oerhörda genomslagskraft och rika möjligheter att berätta och skapa atmosfär. Bakom det här ligger naturligtvis en originell och genuin konstnärssjäl, Mai Zetterling, som med Amorosa mångfaldigt bekräftar att hon besitter en bildfantasi och en gestaltningsförmåga av ovanligt mått inom svensk film." skrev Annika Gustavsson i Sydsvenska Dagbladet. 
Stina Ekblad och Erland Josephson vann var sin Guldbagge för sina insatser i filmen. Mai Zetterling nominerades till en Guldbagge för bästa regi.

## Rollista i urval
- Stina Ekblad – Agnes von Krusenstjerna
- Erland Josephson – David Sprengel
- Philip Zandén – Adolf von Krusenstjerna
- Lena T. Hansson – Ava
- Olof Thunberg – Ernst von Krusenstjerna
- Catherine de Seynes – Eva von Krusenstjerna
- Peter Schildt – Gerhard Odencrantz
- Rico Rönnbäck – Edward von Krusenstjerna
- Inga Landgré – syster Klara
- Inga Gill – fru Tollen
- Nils Eklund – Salomon Gottliebsen
- Anita Björk – Arvida Gottliebsen
- Börje Ahlstedt – Joachim Rosenhjelm
- Mimi Pollak – friherrinnan Rosenhjelm
- Gösta Krantz – Felix Tollen
- Lauritz Falk – Hugo Hamilton
- Gunnel Broström – Evelina Hamilton

## DVD
Filmen gavs ut på DVD 2008 och 2019.